# Ats Purje
Ats Purje (Tallinn, 3 agosto 1985) è un calciatore estone, attaccante del Kalev Tallinn.

## Carriera

### Club
Inizia la carriera da professionista nel 2003 a 17 anni nel FC Levadia Tallinn, uno dei maggiori club dell'Estonia. In cinque stagioni vince 3 campionati ed altrettante volte la Coppa di Estonia, arriva secondo in campionato nel 2005 e nella Supercoppa nel 2004, 2005 e 2007. Nel 2007 viene relegato nella squadra riserve, dopo aver rifiutato il rinnovo con il club ed il 27 dicembre 2007 firma un contratto biennale con l'FC Inter Turku, squadra della Veikkausliiga finlandese.
Nel campionato d'esordio realizza 6 reti nella prima parte della stagione, segnando la prima il 27 aprile nella vittoria 3-1 contro il RoPS Rovaniemi. Termina la stagione con 7 reti realizzate in 19 presenze e la vittoria di Veikkausliiga e Coppa di Lega finlandese.
Nel 2010 si trasferisce nel Athlitiki Enosi Paphou, squadra che milita nel campionato di Cipro.

### Nazionale
Debutta nella nazionale estone l'11 ottobre 2006, nella gara delle qualificazioni ad Euro 2008 contro la Russia.

## Palmarès
- Campionato estone: 3

Levadia Tallinn: 2004, 2006, 2007
- Coppa di Estonia: 3

Levadia Tallinn: 2004, 2005, 2007
- Campionato finlandese: 2

Inter Turku: 2008
KuPS: 2019
- Coppa di Lega finlandese: 1

Inter Turku: 2008